# Murong Jun
Murong Jun, imię publiczne: Yuanzhen, chiń. 宣英 (ur. 319, zm. 360) – pierwszy cesarz Wcześniejszego Yan, panujący od końca 348 aż do śmierci.
Był synem Murong Huanga (333-348) i księżniczki z plemienia Duan. Odebrał dobre chińskie wykształcenie i kiedy jego ojciec obwołał się królem (wang) Yan w 337 mianował go następcą tronu. Przejął władzę po śmierci swojego ojca i wiosną 349 na jego wzór proklamował się królem Yan, przy czym cesarz Mu (344-361) z dynastii Jin niedługo potem uznał jego prawo do posługiwania się tym tytułem.
W tym czasie Późniejszym Zhao wstrząsała walka o sukcesję pomiędzy Shi Zhi (350-351) a Ran Minem (350-352) i w akcie desperacji Shi Zhi wezwał na pomoc siły Yan. To nie uratowało go od śmierci z rąk Ran Mina w 351, ale w następnym roku ten ostatni został pokonany przez armię Yan pod wodzą Murong Ke, ujęty i skazany na śmierć. Granice Yan sięgnęły teraz północnych brzegów Huang He i w styczniu 353 Murong Jun ogłosił się cesarzem, zaś stolica został przeniesiona do Ji (dzis. Pekin). Plan podbicia Północy nie został jednak całkowicie zrealizowany, bowiem podczas zamętu związanego z upadkiem Późniejszego Zhao na zachodzie Yan wyrósł poważny konkurent w postaci Wcześniejszego Qin.
W ciągu następnych pięciu lat Wcześniejsze Qin było zajęte walką z Jin, co pozwoliło Yan zażywać pokoju ze strony ich obu. Dochodziło wprawdzie do sporadycznych walk z Jin, ale siły Yan przeważnie wychodziły z nich zwycięsko. To pozwoliło Yan na zajęcie się absorpcją nowych terytoriów i w 357 stolica została przeniesiona bardziej na południe, do dawnej stolicy Późniejszego Zhao, Ye. Z poduszczenia cesarzowej Kezuhun żona Murong Chui, brata Murong Juna, została oskarżona o uprawianie czarów, jednak wbrew nadziejom swoich oskarżycieli nie obciążyła swojego męża i zmarła na torturach. Murong Jun, który czuł się zagrożony przez Murong Chui, wysłał go poza stolicę mianując go namiestnikiem prowincji Ping (dzis. wschodni Liaoning). W 355 wybuchł bunt kuzyna cesarza, Duan Kana, który uznał zwierzchnictwo Jin, jednak w następnym roku został on pokonany przez Murong Ke. Murong Jun początkowo go oszczędził, jednak w 357, gdy Duan Kan znowu zaczął sprawiać bliżej nieokreślone problemy, cesarz skazał go na śmierć.
W 357 armia Yan zadał druzgocącą klęskę koczownikom Chile, którzy zagrażali północnej granicy. Na skutek tej kampanii chanyu Xiongnu wraz ze swoimi ludźmi dołączył do Murong. Wiosną 359 Yan zaatakowała armia Jin pod wodzą Zhuge You i Xie Wana, została ona jednak odparta i cała kampania zakończyła się przyłączeniem do państwa Murong kolejnych ziem na południu. Jeszcze w tym samym roku Murong Jun rozpoczął przygotowania do wielkiej kampanii przeciwko Jin, jednak w styczniu 360 zachorował. Pierwszym następcą tronu Murong Juna był Murong Ye, który zmarł w sierpniu 356. W tej sytuacji w marcu 357 Murong Jun wyznaczył na następcę tronu swojego kolejnego syna, Murong Weia (360-370), który w 360 miał jednak zaledwie jedenaście lat. Murong Jun zmarł w lutym 360 przed śmiercią powierzając Murong Weia opiece swojego brata, Murong Ke.